# Эргашев, Нарбой
Норбой Эргашев — советский хозяйственный, государственный и общественный политический деятель, Герой Социалистического Труда.

## Биография
Родился в 1918 году в Нуратинском районе Самаркандской области. Член КПСС с 1960 года.
С 1934 года — на хозяйственной, общественной и политической работе. В 1934—1980 гг. — чабан колхоза имени Ахунбабаева Нуратинского района Самаркандской области, участник Великой Отечественной войны, старший чабан совхоза «Газган» Нуратинского района Самаркандской области.
Указом Президиума Верховного Совета СССР от 22 марта 1966 года присвоено звание Героя Социалистического Труда с вручением ордена Ленина и золотой медали «Серп и Молот».
Делегат XXIV съезда КПСС.
Умер 2005году.